# 世上无难事，只要肯登攀
《世上无难事，只要肯登攀》，即1976年元旦社论，是1976年1月1日《人民日报》、《红旗》杂志、《解放军报》（两报一刊）联合发表的社论。

## 内容
社论高度评价毛泽东1965年写的两首词《水调歌头·重上井冈山》、《念奴娇·鸟儿问答》。
社论宣传国内形势是“到处莺歌燕舞”。
社论提出：“怎样看待无产阶级文化大革命，是当前两个阶级、两条道路、两条路线斗争的集中反映。”
社论最后指出，“世上无难事，只要肯登攀。”“毛主席的光辉词句，指出了我们无限光明灿烂的前途和前进道路上所必须经历的曲折斗争，指引我们在继续革命的大道上，披荆斩棘，奋勇向前。有毛主席的无产阶级革命路线指引航向，有毛主席为首的党中央的领导，有全党全军全国人民的团结一致，我们一定能战胜任何艰难险阻，在新的一年里，夺取更大的胜利。”